# Maniema
La province du Maniema est l'une des 26 provinces de la république démocratique du Congo. Située au centre-est du pays, elle a pour chef-lieu la ville de Kindu. Maniema signifie en langue Kibangubangu « La Forêt Vierge » ou « La Jungle ».

## Géographie
La province du Maniema est située au centre-Est de la république démocratique du Congo. Elle s'étend entre 1° et 5° de latitude sud, et entre 25° et 30° de longitude est. Elle voisine la province du Sankuru à l'ouest, la province de la Tshopo au nord, les provinces du Nord-Kivu et du Sud-Kivu à l'est, et les provinces de Tanganyika et de Lomami au sud. Située au centre du pays, elle est limitrophe de 6 provinces congolaises.
|         | Tshopo     | Nord-Kivu  |
| Sankuru | Maniema    | Sud-Kivu   |
| Lomami  | Tanganyika | Tanganyika |

Avec une superficie de 132 250 km2, soit 5,6 % de la superficie totale, la province du Maniema est peuplée de plus de 2 856 000 habitants (en 2020) ; c'est la province la moins peuplée du pays. La langue nationale la plus parlée est le swahili avec une influence de la langue lingala par la musique et les commerçants ambulants.
Cette province comprend plusieurs groupes ethniques dont les Lega, les Bangobango, les Songye, les Ngengele, les Buyus, les Samba, les Kwange, les Kusu, les Zimbas, les Ombos…
Tout comme le nord et le Sud-kivu, le Maniema n'a pas de districts autonomes.
Il compte sept territoires, une ville et cinq cités comme on peut le lire dans le tableau ci-dessous.

## Histoire
Au XIXe siècle, « Maniema » désignait généralement la région actuellement connue sous le nom de « Kivu » (actuelles provinces du Nord Kivu, Sud Kivu et Maniema). Elle est créée en 1988 lors du démembrement de l'ancienne province du Kivu.

## Administration
La province est constituée de la ville de Kindu et de 7 territoires.
| Territoires             | Chef-lieu | Superficie (km²) |
| ----------------------- | --------- | ---------------- |
| Ville de Kindu          | Kindu     |                  |
| Territoire de Kabambare | Kabambare | 19 513           |
| Territoire de Kailo     | Kailo     | 21 081           |
| Territoire de Kibombo   | Kibombo   | 24 953           |
| Territoire de Kasongo   | Kasongo   | 17 000           |
| Territoire de Lubutu    | Lubutu    | 16 055           |
| Territoire de Pangi     | Pangi     | 14 542           |
| Territoire de Punia     | Punia     | 19 805           |

## Aspects économiques
Le Maniema est une province afro-pastorale et minière. 
L'exploitation minière est la richesse de la province :  diamant, cuivre, or et cobalt.

Le Kailo est également connu pour ses mines de wolframite et de cassiterite

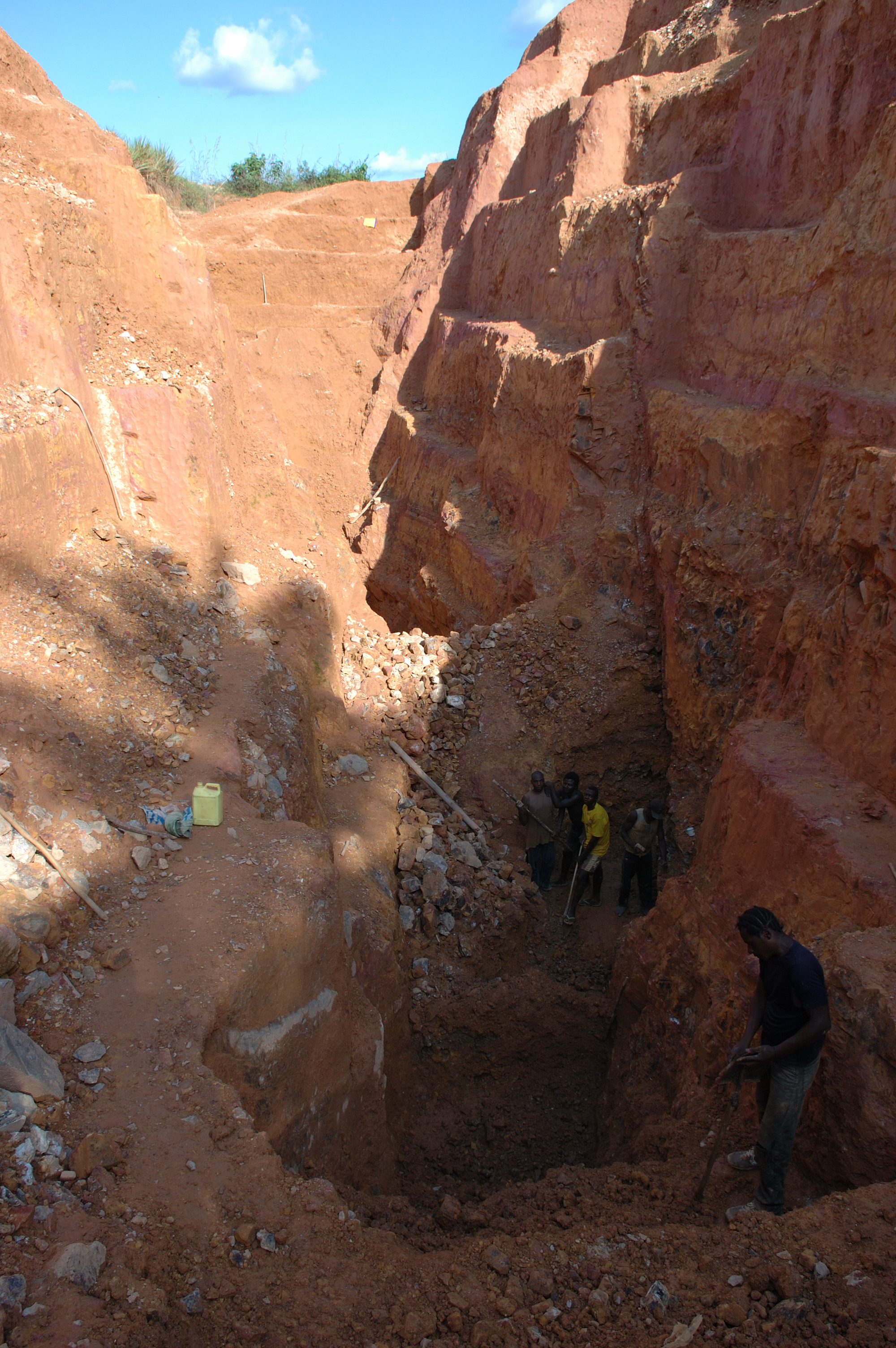
mine à ciel ouvert à Kailo

.

## Subdivisions
- Territoire de Kabambare
- Territoire de Kailo
- Territoire de Kasongo
- Territoire de Kibombo
- Territoire de Lubutu
- Territoire de Pangi
- Territoire de Punia

## Climat et sols

### Régime des pluies et vents
La région englobe entièrement la zone à pluviosité maxima qui s’étant à l'Est du Lualaba entre équateur et 5e parallèle sud ; elle reçoit presque partout plus de 1600 mm de pluie par an, soit autant que la cuvette proprement dite, et se distingue ainsi de toutes les régions qui l'entourent.
La quantité de pluie tombée augmente jusque sur la crête Lualaba-Grands Lacs et s'atténue dans tous autres endroits pourtour, que ce soit vers le fleuve, vers l’équateur ou vers le Maniema historique. Ce fait est mis en évidence par les tableaux suivants, d'après E. Regnier (29), les relevés de symétrie et les dossiers d’observations météorologiques consultables au siège de L'I.N.E.A.C.
La hauteur totale des précipitations augmente fortement avec l'altitude générale du pays vers l'est ; elle est la plus forte de la colonie sur le versant ouest de la crête où se marque la limite extrême des influences atlantiques.
Elle reste considérable jusqu'à peu de distance du fleuve, entre la Lowa et l'Elila, de part et d'autre du 2e parallèle sud ; ce fait est peut-être aussi à mettre en rapport avec la vigueur du relief.

## Liste des Gouverneurs de la Province du Maniema
| Numéro | Noms et Post-noms              | Période                     | Statut     |
| ------ | ------------------------------ | --------------------------- | ---------- |
| 01     | Ignace Kanga                   | Août 1962-Décembre 1962     | Inconnu    |
| 02     | Hilaire Kisanga                | Décembre 1962-Décembre 1963 | Inconnu    |
| 03     | Gaston Mafuz                   | Décembre 1963-Mai 1964      | Inconnu    |
| 04     | Joseph Tchomba Fariala         | Juin 1964-Juillet 1964      | Inconnu    |
| 05     | Charles Malembe                | Juillet 1964-Novembre 1964  | Inconnu    |
| 06     | Joseph Tchomba Fariala         | Décembre 1964-Décembre 1965 | Inconnu    |
| 07     | Pascal Lwangi Epole            | Décembre 1965-Avril 1966    | Inconnu    |
| 08     | Constatin Tshala Mwana         | Août 1988-Avril 1990        | Inconnu    |
| 09     | Pasteur Kyembwa Walumona       | Avril 1990-Décembre 1991    | Inconnu    |
| 10     | Kabumba Bendera Joseph         | Décembre 1991-Février 1992  | Inconnu    |
| 11     | Maître Omari Léa Sisi          | Février 1992-Mars 1997      | Inconnu    |
| 12     | Prof Lokombe Kitete Pierre     | Mars 1997-Juin 1997         | Inconnu    |
| 13     | Emmanuel Ramazani Shadary      | Juin 1997 Octobre 1998      | Inconnu    |
| 14     | Kiyimbi Nestor                 | Décembre 1998-Mai 2000      | Inconnu    |
| 15     | Docteur Gertrude Kitembo Mpala | Mai 2000-Mars 2001          | Inconnu    |
| 16     | Selenge Falay                  | Mars 2001-Mai 2004          | Inconnu    |
| 17     | Koloso Sumaili                 | Juin 2004-Février 2007      | Inconnu    |
| 18     | Docteur Didi Manara Linga      | Avril 2007-Avril 2010       | Elu        |
| 19     | Pascal Tutu Salumu             | Août 2010-Décembre 2017     | Elu        |
| 20     | Jérôme Bikenge Musimbi         | Décembre 2017 à Avril 2018  | Ad Intérim |
| 21     | Auguy Musafiri                 | Avril 2019 à mai 2021       | Elu        |
| 22     | Afani Idrissa Mangala          | Mai 2021 à Juin 2024        | Ad Intérim |
| 23     | Moïse Mussa Kabwankubi         | Avril 2024                  | Elu        |